# ジミー・アングルヴァン
ジミー・アングルヴァン（Jimmy Engoulvent、1979年12月7日 - ）は、フランス、ル・マン出身の自転車競技（ロードレース）選手。

## 来歴
2001年、ボンジュールと契約。プロ転向。
2004年、コフィディスに移籍。
- ツール・ド・フランス 総合138位

2006年、クレディ・アグリコルに移籍。
2007年
- ラ・トロピカル・アミサ・ボンゴ 区間1勝
- ツール・ド・ルクセンブルク 区間1勝

2008年
- ツール・ド・フランス 総合138位

2009年、ソル・ソジャスュンに移籍。
- シルキュイ・ド・ラ・サルト 区間1勝
- ダンケルク4日間レース 区間1勝

2010年
- ツール・ド・ルクセンブルク 区間1勝
- ポルトガル一周 区間1勝
- ツール・デュ・ポワトゥー＝シャラント 総合優勝

2011年
- ブエルタ・ア・アンダルシア 区間1勝
- ツール・ド・フランス 総合160位

2012年
- ダンケルク4日間レース 総合優勝（区間1勝）
- ツール・ド・フランス 総合153位（ランタン・ルージュ）

2013年
- ツール・ド・ルクセンブルク 区間1勝

2014年、チーム・ヨーロッパカーに移籍。
2015年シーズンをもって引退。
2016年からは同チームのアシスタント・スポーツディレクターに就任。
2018年シーズンからはヴィタルコンセプト・サイクリング・クラブのアシスタント・スポーツディレクターに就任した。